# Korfbal 1965-1966
In 1965-1966 werd korfbal gespeeld in twee landelijke bonden, de NKB en CKB. In 1970 zouden beide bonden samensmelten tot de huidige KNKV.

## Veldcompetitie NKB
In seizoen 1965-1966 was de hoogste Nederlandse veldkorfbalcompetitie de Hoofdklasse, 1 poule met 12 teams. Het kampioenschap is voor het team dat na 22 competitiewedstrijden de meeste wedstrijdpunten heeft verzameld. Een play-off systeem was niet van toepassing. Enkel bij een gedeelde 1e plaats zou er 1 beslissingswedstrijd gespeeld moeten worden.
Hoofdklasse Veld
| pos | club           | gs | w  | g | v  | pnt | dv  | dt  | dt  |
| --- | -------------- | -- | -- | - | -- | --- | --- | --- | --- |
| 1.  | ROHDA          | 22 | 18 | 2 | 2  | 38  | 133 | 73  | +60 |
| 2.  | Ons Eibernest  | 22 | 17 | 3 | 2  | 37  | 140 | 87  | +53 |
| 3.  | Westerkwartier | 22 | 14 | 3 | 5  | 31  | 133 | 94  | +39 |
| 4.  | LUTO           | 22 | 12 | 3 | 7  | 27  | 130 | 96  | +34 |
| 5.  | AKC Blauw-Wit  | 22 | 11 | 5 | 6  | 27  | 109 | 88  | +21 |
| 6.  | HKV            | 22 | 9  | 4 | 9  | 22  | 97  | 126 | -29 |
| 7.  | ZKC            | 22 | 8  | 4 | 10 | 20  | 94  | 93  | +1  |
| 8.  | Archipel       | 22 | 9  | 2 | 11 | 20  | 111 | 122 | -11 |
| 9.  | Deetos         | 22 | 4  | 6 | 12 | 14  | 89  | 111 | -22 |
| 10. | Het Zuiden     | 22 | 6  | 2 | 14 | 14  | 91  | 129 | -38 |
| 11. | Roda           | 22 | 3  | 2 | 17 | 8   | 91  | 140 | -49 |
| 12. | DOS            | 22 | 3  | 0 | 19 | 6   | 83  | 142 | -59 |

| Veldkampioen van Nederland NKB 1966 |
| ----------------------------------- |
| ROHDA                               |

## Zaalcompetitie NKB
Geen poule informatie bekend
| Zaalkampioen van Nederland NKB 1966 |
| ----------------------------------- |
| Ons Eibernest                       |

## Veldcompetitie CKB
Geen poule informatie bekend
| Veldkampioen van Nederland CKB 1966 |
| ----------------------------------- |
| Pernix                              |

## Zaalcompetitie CKB
Geen poule informatie bekend
| Zaalkampioen van Nederland CKB 1966 |
| ----------------------------------- |
| Pernix                              |